# 캬라벤

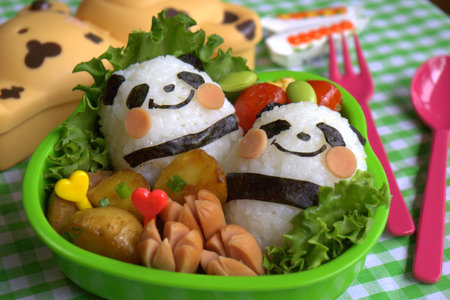
팬더를 닮은 주먹밥이 들어있는 캬라벤

캬라벤(일본어: キャラ弁) 또는 캐릭터 도시락(일본어: キャラクター弁当)은 사람, 동물, 식물 등의 캐릭터가 등장하는 도시락이다. 일본 주부들은 종종 도시락을 포함하여 가족들의 식사를 고안하는 데 시간을 보낸다.
원래, 장식된 도시락은 아이들이 그들의 음식에 흥미를 느끼고 더 넓은 범위의 식습관을 장려하기 위한 것이었다. 이제는 전국대회가 열릴 정도로 문화적 상징으로 발전했다.

## 대중문화
캬라벤 도시락은 벨기에 감독 피테르 디르크스의 2010년 단편 영화인 벤투 모노가타리의 주요 줄거리 요소이다.